# Congregació de la Passió de Jesucrist
La Congregació de la Passió de Jesucrist (en llatí Congregatio Passionis Iesu Christi) és un institut religió masculí de dret pontifici, concretament una congregació clerical. Els seus membres són coneguts com a Passionistes i posposen al seu nom les sigles C.P.

## Història
Sant Pau de la Creu va tenir la idea de fundar la congregació, i en va redactar les constitucions, el desembre de 1720. Al començament es deia Congregació dels Clergues Descalços de la Santíssima Creu i Passió de Nostre Senyor Jesucrist. El 1725, Benet XIII va concedir a Pau el permís per a formar la congregació. Benet XIV va aprovar els estatuts de la congregació el 15 de maig de 1741.
Climent XIV va garantir als passionistes els mateixos drets que als ordes religiosos en 1769.

## La congregació avui

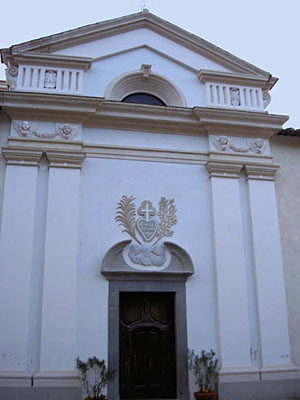
Primer convent passionista, a Monte Argentario (1737)

La congregació ha tingut dos objectius primordials: la tasca missionera i d'apostolat d'una banda i la vida contemplativa de l'altra, intentant combinar totes dues. L'apostolat es compon de missions de pregària i de retirs. L'objectiu de la congregació és, en paraules del fundador "ensenyar a les persones com pregar": els retirs, els cursos d'espiritualitat o els grups de pregària tenen aquesta finalitat.
Mitjançant un vot especial, els passionistes es comprometen a promoure la memòria i la devoció a la Passió de Crist (memoria Passionis) a través de la paraula i de l'exemple de la seva vida: la predicació i la seva presència al costat dels pobres i marginats, els nous "crucificats".
També ajuden els rectors en la seva tasca pastoral: misses, confessions o visites a malalts. En llocs on hi ha pocs sacerdots, són nomenats rectors o ajudants dels rectors a la parròquia.
A diferència d'altres congregacions, els passionistes no tenen escoles ni universitats; només seminaris per a aquells dels seus membres que volen ser sacerdots.
Al final de 2005, comptava amb 2.244 religiosos, 1.712 dels quals eren sacerdots, a 381 cases de 59 estats arreu del món.
El moderador suprem, elegit cada sis anys, viu a Roma, a la Basílica dels Sants Joan i Pau, on hi ha el sepulcre del sant fundador. És ajudat en el govern per sis consultors de diverses regions. La congregació s'organitza en: províncies, viceprovíncies i vicariats.
Els passionistes no poden posseir béns immobles; la comunitat, com a conjunt, només pot tenir la casa de la comunitat en propietat. Els membres s'han de mantenir a partir del seu treball i de les donacions dels fidels.
L'hàbit és una túnica de llana basta, amb cinturó de cuir i un distintiu brodat al pit, un cor amb una creu i les paroles Jesu XPI Passio (Passió de Jesucrist).

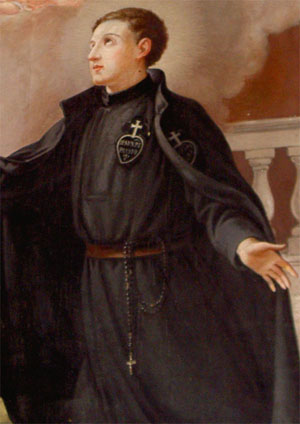
Gabriel de la Dolorosa amb l'hàbit passionista, 1899
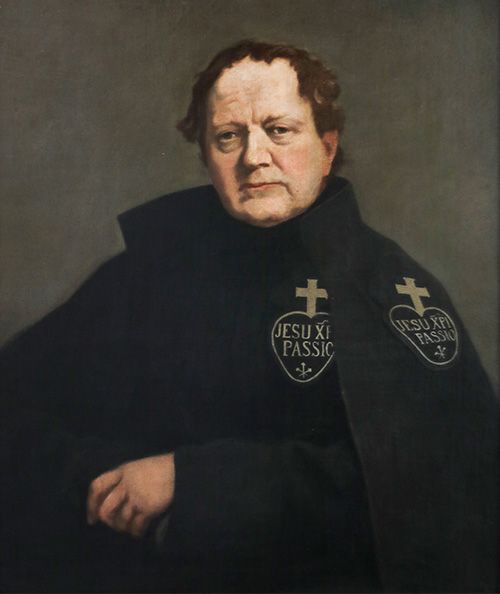
Georges Spencer amb l'hàbit de l'orde

## Monges Claustrals
La branca femenina són les Monges Claustrals Passionistes, de religioses de clausura estricta, i va ser fundada a Tarquínia el 1771 per Pau de la Creu i la mare Maria Crucificada Costantini.
Hi ha nombroses congregacions femenines dedicades a l'apostolat actiu i vinculades a la Congregació Passionista: les Germanes Passionistes de Sant Pau de la Creu (Florència, 1881, fundada per Maddalena Frescobaldi), les Germanes de la Santa Creu i Passió de Nostre Senyor Jesucrist (1851, per Gaudenzio Rossi i Elizabeth Prout), les Serventes de la Passió (Vic, 1886, per Teresa Gallifa i Palmarola) o les Filles de la Santa Passió de Jesús i Maria Dolorosa (Mèxic, 1896).